# Andrej Kuznjecov
Andrej Aleksandrovič Kuznjecov (rus. Андрей Александрович Кузнецов, Tula, 22. veljače 1991.) ruski je tenisač. Osvajač je juniorskog Wimbledona 2009.
Počeo je trenirati tenis s 4 godine. Trenira ga njegov otac Aleksandr.
Kuznjecov je prvi Grand Slam nastup ubilježio u Wimbledonu 2010., gdje ga je u pet setova porazio Rumunj Victor Hănescu.

## Vanjske poveznice
- Profil na stranici ATP Toura

### Ostali projekti
|  | Zajednički poslužitelj ima još gradiva o temi Andrej Kuznjecov |